# Łamane Grądy
Łamane Grądy – wieś w Polsce położona w województwie podlaskim, w powiecie grajewskim, w gminie Grajewo. Miejscowość leży ok. 10 km na wsch. od Grajewa i ok. 71 km na pn.-zach. od stolicy województwa - Białegostoku.
| SIMC    | Nazwa  | Rodzaj     |
| ------- | ------ | ---------- |
| 0404944 | Wykowo | przysiółek |

W latach 1975–1998 miejscowość administracyjnie należała do województwa łomżyńskiego.
Wierni kościoła rzymskokatolickiego należą do parafii Matki Bożej Nieustającej Pomocy w Grajewie.